# Sotalia guianensis
A Sotalia guianensis az emlősök (Mammalia) osztályának párosujjú patások (Artiodactyla) rendjébe, ezen belül a delfinfélék (Delphinidae) családjába tartozó faj.

## Felfedezése
Habár már 1864-ben, Pierre-Joseph van Beneden belga zoológus önálló fajként írta le ezt az állatot, a többi biológus a Sotalia guianensis-t és a parti delfint (Sotalia fluviatilis) egyazon fajként kezelték; néha különböző alfajnak tartották, néha pedig csak sós-, illetve édesvízi változatnak. Az önálló faji státusához visszavezető utat Monteiro-Filho és kollégái indították el, amikor is alaktani vizsgálatokat végeztek e delfinek között. A két külön fajba való sorolást Cunha és társai által végzett mitokondriális genetikai vizsgálatok is alátámasztották. 2008-ban a Santiago de Chile-i éves gyűlésen , a Nemzetközi Bálnavadászati Bizottság (International Whaling Commission, IWC) hivatalosan elfogadta eme delfinfaj önálló faji státuszát.

## Előfordulása
A Sotalia guianensis előfordulási területe Dél-Amerika keleti partvidéke, északon Nicaraguától délre Dél-Brazíliáig. Hondurasnál csak egyszer vették észre. A partok menti óceánban és a folyótorkolatokban él, néha a folyókba is beúszik. 1985-ben, Rio de Janeiro partjainál 400 példánya élt, ez a szám 1995-re 70 egydre csökkent; ugyanitt 2016-ban már csak 34 darab Sotalia guianensis létezett. Az állomány csökkenésének legfőbb oka a különböző hálókba való gabalyodás.

## Megjelenése
A leggyakrabban a palackorrú delfinhez (Tursiops truncatus) hasonlítják, bár ennél jóval kisebb, legfeljebb 210 centiméteres. Az állat világos szürkéskék színű, az oldalai és hasi része, ennél is világosabb árnyalatú. A hátúszója háromszög alakú a végén egy kis görbülettel. A „csőre” jól látható, de közepes méretű.

## Életmódja
A Sotalia guianensis kerüli az ember társaságát, más delfinektől eltérően nem kíséri a hajókat. A kutatók észrevették, hogy ennek a delfinnek van elektromos érzékelő szerve; azt még nem tudják, hogy ez jelen van-e más fogasceteknél is, vagy ez egyedi tulajdonsága ennek a delfinnek. A megfigyelések szerint legalább 60 különböző fenéklakó és nyílt vízi halból táplálkozik. A legkedveltebbek a 8 centiméteres vagy ennél is kisebb halak. Egyaránt vadászhat magányosan vagy csoportban. Étrendjét kiegészíti kis rákokkal és kalmárokkal. A kutatások szerint akár 30 évig is élhet.

### Fordítás
- Ez a szócikk részben vagy egészben  a   Guiana dolphin című angol Wikipédia-szócikk ezen változatának fordításán alapul.  Az eredeti cikk szerkesztőit annak laptörténete sorolja fel. Ez a jelzés csupán a megfogalmazás eredetét és a szerzői jogokat jelzi, nem szolgál a cikkben szereplő információk forrásmegjelöléseként.